# Erich von Pochhammer
Erich Victor von Pochhammer (* 26. April 1860 in Stralsund; † 4. Oktober 1914 in den Argonnen südlich von Apremont) war ein preußischer Generalmajor.

## Leben
Pochhammer war das jüngste von vier Kindern des preußischen Majors und Steuerrats Viktor von Pochhammer (1821–1890) und dessen Ehefrau Berta Friederike Louise, geborene Kolbe (* 1832), sowie Enkel des preußischen Generalleutnants Wilhelm von Pochhammer. Er besuchte die Elementarschule, anschließend das Gymnasium in Aachen und legte am Friedrichswerderschen Gymnasium in Berlin sein Abitur ab. Am 28. September 1878 trat Pochhammer als Dreijährig-Freiwilliger mit Aussicht auf Beförderung in das Garde-Füsilier-Regiment der Preußischen Armee ein. Dort wurde er am 14. Februar 1880 zum Sekondeleutnant befördert und vom 1. Oktober 1885 bis zum 28. Februar 1889 als Bataillonsadjutant verwendet. Vom 1. April 1889 bis zum 31. März 1892 fungierte Pochhammer als Regimentsadjutant.
Im weiteren Verlauf seiner Militärkarriere stieg er mit der Beförderung zum Oberst am 27. Januar 1912 zum Kommandeur des 6. Rheinischen Infanterie-Regiments Nr. 68 in Koblenz auf.

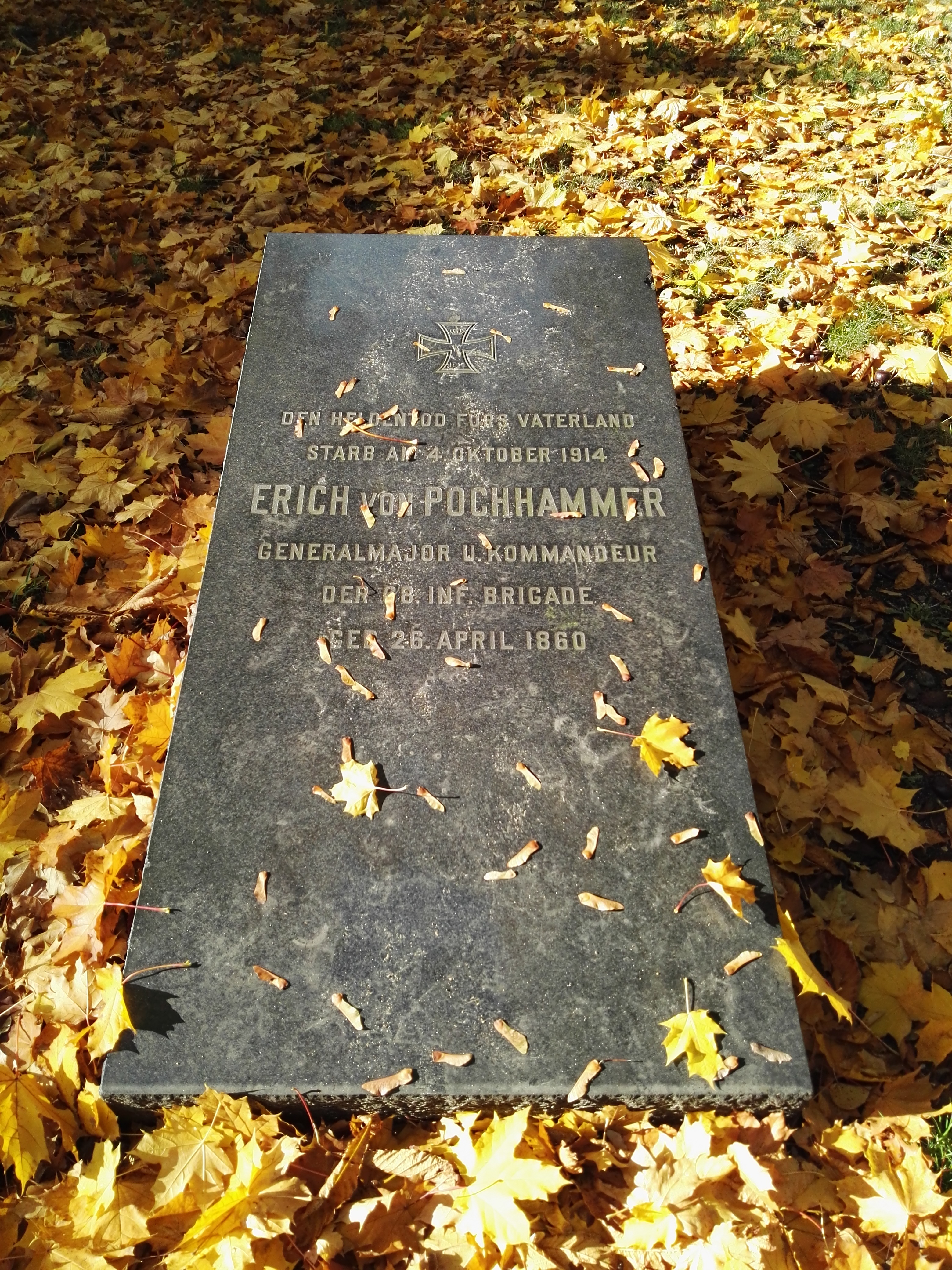
Grabstätte

Dieses Regiment führte er bei Ausbruch des Ersten Weltkriegs. Während der Kämpfe an der Westfront wurde Pochhammer am 23. August 1914 bei Bievre an der linken Hüfte und am linken Arm schwer verwundet. Während seines Lazarettaufenthalts wurde er am 27. August 1914 zum Generalmajor befördert und kurz darauf mit dem Eisernen Kreuz II. Klasse ausgezeichnet. Am 17. September wurde zum Kommandeur der 68. Infanterie-Brigade ernannt. Am 4. Oktober 1914 wurde Pochhammer während des Angriffs seiner Brigade in den Argonnen südlich von Apremont von einem Infanteriegeschoss tödlich getroffen und zunächst bei Bagatelle begraben. Am 23. Juni 1915 überführte man ihn nach Berlin und setzte Pochhammer auf dem Alten Garnisonsfriedhof bei.
Sein Sohn war der Diplomat Wilhelm von Pochhammer.